# Lepidotheca ramosa
Lepidotheca ramosa är en nässeldjursart som först beskrevs av Sydney John Hickson och J.L. England 1905.  Lepidotheca ramosa ingår i släktet Lepidotheca och familjen Stylasteridae. Inga underarter finns listade i Catalogue of Life.